# 中国驻毛里塔尼亚大使列表
本列表为中華民國和中華人民共和國驻毛里塔尼亚历任大使名录。

## 历任中国驻毛里塔尼亚大使

### 中华民国驻毛里塔尼亚大使（1960年－1965年）
1960年11月28日毛里塔尼亚独立后，同日即与中华民国建交。1965年9月11日，两国断交。
| 姓名   | 任命          | 到任          | 递交国书 | 免职 | 离任          | 外交衔级 | 外交职务     | 备注 | 备注 |
| ------ | ------------- | ------------- | -------- | ---- | ------------- | -------- | ------------ | ---- | ---- |
| 定中明 | 1960年12月1日 | 1961年1月2日  |          |      | 1965年9月10日 | 参事     | 临时代办     |      |      |
| 陳澤溎 | 1965年6月25日 | 1965年7月20日 | 未递交   |      | 1965年9月11日 | 大使     | 特命全权大使 |      |      |

### 中华人民共和国驻毛里塔尼亚大使（1965年至今）
1965年7月19日，中华人民共和国与毛里塔尼亚建交后，开始派遣驻毛里塔尼亚大使。
| 姓名   | 任命           | 任命           | 到任           | 递交国书       | 免职           | 免职           | 离任           | 外交衔级 | 外交职务     | 备注     |
| 姓名   | 全国人大常委会 | 主席           | 到任           | 递交国书       | 全国人大常委会 | 主席           | 离任           | 外交衔级 | 外交职务     | 备注     |
| ------ | -------------- | -------------- | -------------- | -------------- | -------------- | -------------- | -------------- | -------- | ------------ | -------- |
| 卫永清 | 不適用         | 不適用         | 1965年9月3日   | 1965年9月6日   | 不適用         | 不適用         | 1965年10月19日 | 一等秘书 | 临时代办     | 筹备开馆 |
| 吕志先 | 1965年8月25日  | 1965年9月28日  | 1965年10月19日 | 1965年10月28日 | 不適用         | 不適用         | 1967年1月      | 大使     | 特命全权大使 |          |
| 卫永清 | 不適用         | 不適用         | 1967年1月      | 不適用         | 不適用         | 不適用         | 1969年2月      |          | 临时代办     |          |
| 靳民生 | 不適用         | 不適用         | 1969年2月      | 不適用         | 不適用         | 不適用         | 1969年7月      |          | 临时代办     |          |
| 冯于九 | 不適用         | 不適用         | 1969年7月17日  | 1969年7月21日  | 不適用         | 不適用         | 1973年4月6日   | 大使     | 特命全权大使 |          |
| 王彭   | 不適用         | 不適用         | 1973年5月22日  | 1973年5月29日  | 不適用         | 不適用         | 1974年11月     | 大使     | 特命全权大使 |          |
| 康矛召 | 1975年3月17日  | 不適用         | 1975年1月28日  | 1975年1月29日  | 1978年3月7日   | 不適用         | 1978年2月25日  | 大使     | 特命全权大使 |          |
| 赵源   | 1978年3月7日   | 不適用         | 1978年5月23日  | 1978年5月26日  | 1982年3月8日   | 不適用         | 1982年4月30日  | 大使     | 特命全权大使 |          |
| 孙浩   | 1982年3月8日   | 不適用         | 1982年6月      | 1982年6月26日  | 1985年9月6日   | 1986年1月19日  | 1985年10月28日 | 大使     | 特命全权大使 |          |
| 崔杰   | 1985年9月6日   | 1986年1月19日  | 1986年1月      | 1986年1月23日  | 1988年11月8日  | 1989年2月1日   | 1989年1月      | 大使     | 特命全权大使 |          |
| 柳白   | 1988年11月8日  | 1989年2月1日   | 1989年5月3日   | 1989年5月21日  | 1993年9月2日   | 1993年12月11日 | 1993年12月2日  | 大使     | 特命全权大使 |          |
| 张俊岐 | 1993年9月2日   | 1993年12月11日 | 1994年1月6日   | 1994年1月13日  | 1998年4月29日  | 1998年11月5日  | 1998年10月11日 | 大使     | 特命全权大使 |          |
| 仓友衡 | 1998年4月29日  | 1998年11月5日  | 1998年10月28日 | 1998年11月5日  | 2001年6月30日  | 2002年1月14日  | 2001年12月     | 大使     | 特命全权大使 |          |
| 李国学 | 2001年6月30日  | 2002年1月14日  | 2001年12月     | 2002年1月7日   | 2007年2月28日  | 2007年6月14日  | 2007年5月20日  | 大使     | 特命全权大使 |          |
| 张迅   | 2007年2月28日  | 2007年6月14日  | 2007年6月28日  | 2007年7月26日  | 2010年8月28日  | 2010年12月21日 | 2010年12月8日  | 大使     | 特命全权大使 |          |
| 陈公来 | 2010年8月28日  | 2010年12月21日 | 2010年12月21日 | 2010年12月27日 | 2014年2月27日  | 2014年7月1日   | 2014年5月31日  | 大使     | 特命全权大使 |          |
| 武东   | 2014年2月27日  | 2014年7月1日   | 2014年6月23日  | 2014年7月9日   | 2016年12月25日 | 2017年3月12日  | 2017年2月10日  | 大使     | 特命全权大使 |          |
| 张建国 | 2016年12月25日 | 2017年3月12日  | 2017年3月20日  | 2017年3月21日  | 2020年8月11日  | 2021年4月7日   | 2020年9月30日  | 大使     | 特命全权大使 |          |
| 李柏军 | 2020年12月26日 | 2021年4月7日   | 2021年3月24日  | 2021年4月8日   |                | 2025年1月9日   | 2024年12月9日  | 大使     | 特命全权大使 |          |
| 唐中东 |                | 2025年1月9日   | 2024年12月31日 | 2025年5月6日   | 现任           |                |                | 大使     | 特命全权大使 |          |